# Władysław Kosydarski

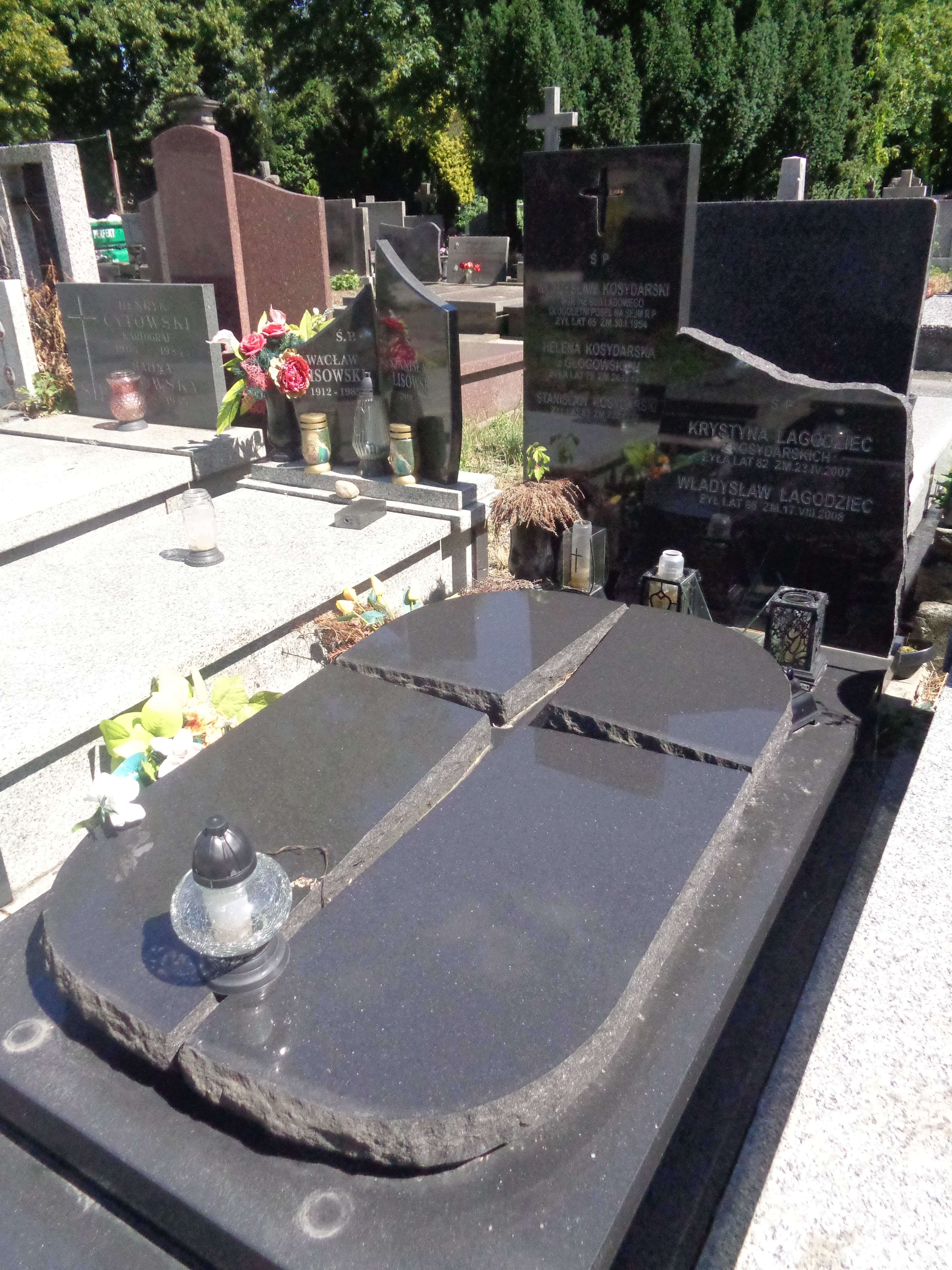
Nagrobek Władysława Kosydarskiego na cmentarzu Powązkowskim

Władysław Kosydarski (ur. 27 grudnia 1884 w Rzeszowie lub Ostręgowej w powiecie tarnowskim, zm. 30 stycznia 1954 w Warszawie) – polski inżynier i działacz ludowy, poseł na Sejm I i II kadencji (1922–1930) oraz na Sejm Ustawodawczy (1947–1952). 

## Życiorys
Ukończył seminarium nauczycielskie w Tarnowie i pracował jako nauczyciel (w Milówce i w Żywcu) na terenie Galicji. W 1915 został absolwentem Politechniki Lwowskiej (z tytułem inżyniera dróg i mostów).
W 1905 wstąpił do Polskiego Stronnictwa Ludowego. Później należał do PSL „Piast” (w latach 1921–1924 i w 1927 zasiadał w Radzie Naczelnej), z ramienia którego wybrano go w 1922 na posła w okręgu tarnopolskim. W 1928 uzyskał reelekcję z poparciem BBWR w województwie tarnopolskim (w okręgu wyborczym nr 54 Tarnopol–Trembowla–Skałat–Zbaraż–Podhajce–Czortków–Buczacz–Husiatyn–Borszczów–Zaleszczyki). W latach 30. XX wieku zatrudniony jako dyrektor Zarządu Robót Czerpalnych w Gdyni. W czasie II wojny światowej przebywał w Galicji. W 1945 znalazł się w Szczecinie, gdzie sprawował funkcję wicedyrektora Szczecińskiej Dyrekcji Odbudowy Portu, pracował również w Urzędzie Morskim i pełnił mandat członka Wojewódzkiej Rady Narodowej. W 1946 znalazł się w PSL „Nowe Wyzwolenie”, z ramienia którego powrócił w 1947 do Sejmu. W listopadzie 1947 przystąpił wraz z partią do Stronnictwa Ludowego (zarówno w PSL „NW”, jak i w SL, był członkiem RN), a po tzw. zjednoczeniu ruchu ludowego działał w ZSL.

## Życie prywatne
Syn Jana i Teresy z domu Jordan. Żonaty z Teresą z domu Gowiewską. Miał syna Jerzego oraz córki Marię i Krystynę.
Pochowany na cmentarzu Powązkowskim w Warszawie (kwatera 104-2-10).